# CoRoT-7b
CoRoT-7b（以前はCoRoT-Exo-7bと呼ばれていた）は地球からいっかくじゅう座の方向にさらに約501±15光年離れた位置にあるG型主系列星CoRoT-7を公転している太陽系外惑星である。CoRoT-7bはフランスが率いる太陽系外惑星探査プロジェクトCOROTによって発見され、2009年2月に報告された。半径が地球の1.585倍しかなく、2011年1月にケプラー10bが発見されるまでは最も小さな太陽系外惑星であった。CoRoT-7bはわずか20.4時間という極めて短い公転周期を持っている。

## 発見

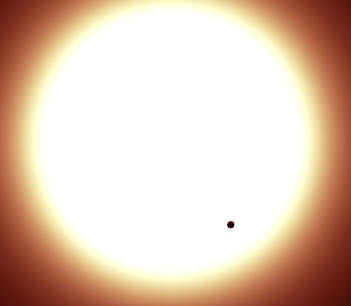
CoRoT-7bが太陽に似た恒星、CoRoT-7の前を横切る想像図。

CoRoT-7bは地球からみて主星のCoRoT-7の前を通過したときの周期的な視等級の減少から発見された。視等級が減少する割合から惑星の半径を求めることができる。2007年10月15日から2008年3月3日の間、探査機COROTはLRa01というフィールドにある恒星CoRoT-7を観測した。この期間中、COROTは1.3時間毎にCoRoT-7の視等級が3.4×10−4だけ暗くなる現象を153回観測した。その40日後にAlarm mode pipeline algorithmがCoRoT-7から惑星による弱い信号を観測し、通過している惑星の組成を明らかにするための観測を行った。
この発見は1年後の2009年2月3日にパリで行われた「COROT Symposium 2009」で公表された。 また、その論文はAstronomy and Astrophysicsなどにも掲載された。

## 質量
CoRoT-7bの発見後、HARPSなどの地上望遠鏡による視線速度の調査で、CoRoT-7bが存在することがほぼ確実となった。CoRoT-7は恒星活動が激しいため、惑星の質量の測定を困難にさせている。 
Quelozらによる、発見を公表した論文ではCoRoT-7bは地球の4.8倍の質量を持ち、密度は5.6 ± 1.3 g/cm-3と地球に類似していると見積もられた。また、この論文では公転周期3.7日の当時未確認であったCoRoT-7cの影響で、CoRoT-7bに潮汐力が生じて、火山活動が活発になっていて、CoRoT-7bがスーパーイオである可能性についても言及されている。
その後のHatzesらによる論文ではCoRoT-7bは地球の6.9倍の質量を持つとされている。
Boisseらの論文では非常に不確実性があるが、質量を地球の5.7倍と見積もった 。
後にCOROTのミッションチームは視線速度のデータを解析し、恒星によるノイズの影響を最小限にまで減らした。その結果、CoRoT-7bの質量は地球の7.42倍、密度は10.4 ± 1.8 g/cm-3とした。密度は地球よりもはるかに高密度となり、ケプラー10bと同程度となった。 
Ferraz-Melloらの研究チームはさらに、視線速度を観測する分光器の精度を上げ、惑星の視線速度の振幅を小型化させることに成功した。CoRoTのミッションチームの発表とほぼ同じ、地球の8倍という質量を見出した。また、CoRoT-7bは地球よりも水星のように、核が大きい可能性も指摘された。 

## スピッツァー宇宙望遠鏡による観測
存在が確認されたCoRoT-7bはスピッツァー宇宙望遠鏡でも観測された。COROTが記録したノイズが多い視線速度のデータを非常に高い精度にして観測した。COROTが観測したのとは別の波長を使って観測を行い、惑星の存在を改めて確認した。

## 特徴
| 地球 | CoRoT-7b  |
| ---- | --------- |
| 地球 | Exoplanet |

CoRoT-7bの質量にはまだ不確実性があるが、地球の2倍から8倍と推測されている。半径と公転周期はCOROTの観測により正確な値が算出された。半径は地球の1.58倍と地球にかなり近い。公転周期はわずか20時間29分9.7秒しかなく、主星からの距離は太陽から水星までの距離の23分の1しかない。これは現在、見つかっている地球サイズの太陽系外惑星のなかでは最も主星に近いことを表す。
CoRoT-7bは最高で表面温度が1800から2600℃にもなる。CoRoT-7bは地球のような岩石で構成された岩石惑星であるとされているが、あまりの高温で表面は溶岩に覆われていると考えられている。しかし、CoRoT-7bは主星との強い潮汐力により、常に同じ面を主星に向けているとされており、その場合、主星を向いている面と向いていない面とでは組成が劇的に違う可能性がある。主星に向いていない面では、温度が-200℃にもなり、約40%の確率で、水蒸気という形で水が存在している可能性がある。理論的に推測すると、CoRoT-7bは元々、氷を主成分とした海王星のような巨大氷惑星であったが、徐々に主星に近づいていくにつれて大気が剥ぎ取られ、中心部の核が露出したクトニア惑星である可能性がある。しかし、他の研究者の中にはCoRoT-7bは巨大氷惑星の核が露出した惑星ではないと異議を唱える者もいる。
潮汐力の影響で、CoRoT-7bの表面は木星の衛星、イオと類似した火山活動がおきているかもしれない
。
CoRoT-7bの極めて極端な特徴を詳細にまとめた論文が発表されている。その論文では不確実性はあるものの、CoRoT-7bの組成は地球と同じ、岩石だと結論づけた。主星に向いている面で最も主星に近い部分では主星が白熱電球のタングステン・フィラメントと同じくらい強烈な熱と光が降り注ぎ、溶岩の海の影響で大気が作られてない可能性がある。研究者はこのことからCoRoT-7bを「Lava Ocean Planets(溶岩の海の惑星)」と呼んでいる。

### 内部構造[26]
CoRoT-7bの質量には不確実性があるので、内部の正確な構造を求めることは難しい。そのため、内部構造はこれまでの観測の結果から推測するしかない。仮に質量が地球の5倍と仮定した場合、中心の核は全体の15%（地球の0.7倍の質量）の大きさしかなく、マントルには対流が生じなくなる。しかし、強い圧力でマントルと核の境界付近にわずかに対流が生じる可能性もある。しかし、どちらにせよマントルの対流はほぼ皆無のため、磁場はほとんどないとされている。